# Ulrich Beyer
Ulrich Beyer (* 23. Juli 1947 in Röddelin, Brandenburg, SBZ; † 20. Oktober 1988 in Frankfurt (Oder), DDR) war ein Boxer der DDR. Er war Europameister der Amateure 1971 im Halbweltergewicht.

## Werdegang
Beyer begann als Jugendlicher mit dem Boxen. Nach ersten Erfolgen im nationalen Juniorenbereich wurde er zum Armeesportklub Vorwärts Frankfurt (Oder) delegiert. Dort entwickelte sich der 1,72 Meter große Athlet zu einem der weltbesten Boxer im Halbweltergewicht.
Bereits 1965 wurde er in einigen Länderkämpfen der DDR-Juniorennationalstaffel eingesetzt. 1968 nahm er erstmals an den DDR-Meisterschaften der Senioren teil und unterlag im Finale des Halbweltergewichts gegen Peter Rieger vom TSC Berlin. Auch 1969, wo er Dritter wurde und 1970, wo er im Endkampf gegen Peter Tiepold vom SC Dynamo Berlin unterlag, wurde er noch nicht DDR-Meister. 1971 gelang es ihm dann, diesen Titel mit einem Sieg im Finale gegen Dieter Jakob von der SG Wismut Gera erstmals zu erringen. Bis 1977 errang er diesen Titel dann weitere sechsmal, immer im Halbweltergewicht.
1969 begann auch die internationale Karriere von Ulrich Beyer. Er wurde in diesem Jahr Sieger bei den 7. Armee-Meisterschaften der Armeen des Warschauer Paktes in Kiew. Im Finale des Halbweltergewichts bezwang er dabei den Tschechen Blaha. 1970 siegte er sowohl beim Chemie-Pokal in Halle (Saale) als auch beim TSC-Turnier in Berlin. In den Endkämpfen bezwang er dabei mit Oleg Lifanow und Alexander Zaizew zwei sowjetische Sportler.
1971 startete er bei den Europameisterschaften in Madrid. Er besiegte dort im Halbweltergewicht Gerit van Deutom aus den Niederlanden durch Disqualifikation in der 1. Runde, Bogdan Jakubowski aus Polen durch technischen KO in der 2. Runde, Michael Kingwell aus England durch Disqualifikation in der 2. Runde und Calistrat Cuțov aus Rumänien nach Punkten. Zur Überraschung aller Experten gewann er damit als Neuling bei internationalen Meisterschaften gleich den Europameistertitel. 
Bei den Olympischen Spielen 1972 in München traf Ulrich Beyer gleich in seinem ersten Kampf auf den US-Amerikaner Sugar Ray Seales und unterlag diesem knapp mit 2:3 Richterstimmen nach Punkten. Er schied damit schon in der Runde der letzten „32“ aus und kam zusammen mit allen Verlierern dieser Runde nur auf den 17. Platz. Seales wurde danach mit vier weiteren Siegen Olympiasieger.
Im Jahre 1973 siegte Ulrich Beyer in Frankfurt (Oder) erneut bei den Meisterschaften der Armeen des Warschauer Paktes und belegte bei den Europameisterschaften in Belgrad im Halbweltergewicht den dritten Platz. Er hatte dabei das Pech, dass er in seinem Halbfinalkampf gegen Marijan Beneš aus Jugoslawien wegen einer Verletzung aus dem Ring genommen werden musste.
1974 gewann Ulrich Beyer in Havanna bei den erstmals stattfindenden Weltmeisterschaften ebenfalls eine Medaille, die bronzene. Er unterlag dort im Halbfinale nach drei siegreichen Kämpfen den alle überraschenden und bis dahin völlig unbekannten Ayube Kalule aus Uganda, der dann auch den Weltmeistertitel gewann.
1975 kam er beim TSC-Turnier in Berlin im Finale zu einem TKO-Sieg in der 1. Runde über Jochen Bachfeld aus Schwerin, der ein Jahr darauf Olympiasieger im Weltergewicht wurde. Bei den Europameisterschaften dieses Jahres in Kattowitz unterlag er im Halbfinale gegen Waleri Limasow aus der Sowjetunion nach Punkten. Er gewann damit aber mit der Bronzemedaille bereits seine dritte Medaille bei internationalen Meisterschaften.
Beim Versuch eine olympische Medaille zu erringen, scheiterte Ulrich Beyer 1976 in Montreal. Wieder war es ein US-Amerikaner, der ihm im Viertelfinale den Weg dazu verbaute. Sugar Ray Leonard bezwang ihn klar nach Punkten (0:5 Richterstimmen). Ulrich Beyer kam auf den fünften Platz.
Das Jahr 1977 war das letzte Jahr in der Laufbahn von Ulrich Beyer als aktiver Boxer. Bei den in Halle (Saale) stattfindenden Europameisterschaften gelang es ihm dabei noch einmal groß aufzutrumpfen. Er besiegte dort im Halbweltergewicht Joao Gato aus Portugal, Waleri Grischkowets aus der UdSSR und Memet Bogujevci aus Jugoslawien und war im Endkampf gegen den Überraschungsmann Bogdan Gajda aus Polen klarer Favorit. Gajda wuchs jedoch in diesem Endkampf über sich hinaus und bezwang Ulrich Beyer mit 4:1 Richterstimmen nach Punkten, der damit mit der EM-Silbermedaille zufrieden sein musste. Gajda gelang es später nie mehr auch nur einen annähernd so großen Erfolg zu erringen. 
Ulrich Beyer schlug nach 1977 eine Trainerlaufbahn beim ASK Vorwärts Frankfurt (Oder) ein. Zusammen mit Manfred Wolke trainierte er dabei unter anderem Henry Maske in dessen Amateurzeit.
Er starb 1988 in Frankfurt (Oder) 41-Jährig.

## Internationale Erfolge
| Jahr | Platz | Wettbewerb                                                                    | Gewichtsklasse | Kommentar |
| ---- | ----- | ----------------------------------------------------------------------------- | -------------- | --- |
| 1969 | 1.    | 7. Armee-Meisterschaften der Armeen des Warschauer Paktes in Kiew             | Halbwelter     | mit einem Punktsieg im Finale über Blaha, ČSSR |
| 1970 | 1.    | Chemie-Pokal in Halle (Saale)                                                 | Halbwelter     | mit einem Punktsieg im Finale über Oleg Lifanow, UdSSR |
| 1970 | 1.    | TSC-Turnier in Berlin                                                         | Halbwelter     | mit einem Punktsieg im Finale über Alexander Zaizew, UdSSR |
| 1971 | 1.    | EM in Madrid                                                                  | Halbwelter     | mit einem Disq.-Sieg i. d. 1. Runde über Gerit van Deutom, Niederlande, einem T.KO-Sieg i. d. 3. Runde über Bogdan Jakubowski, Polen, einem Disq.-Sieg i. d. 2. Runde über Michael Kingwell, England u. einem Punktsieg über Calistrat Cuțov, Rumänien |
| 1972 | 1.    | Chemie-Pokal in Halle (Saale)                                                 | Halbwelter     | |
| 1972 | 17.   | OS in München                                                                 | Halbwelter     | nach einer Punktniederlage in der Runde der letzten "32" gegen Sugar Ray Seales, USA (2:3) |
| 1972 | 1.    | 9. Armee-Meisterschaften der Armeen des Warschauer Paktes in Frankfurt (Oder) | Halbwelter     | mit einem Punktsieg im Finale über Gheorghe Puskas, Rumänien |
| 1973 | 3.    | EM in Belgrad                                                                 | Halbwelter     | mit einem Punktsieg über Ryszard Petek, Polen, einem T.KO-Sieg i. d. 1. Runde über James Douglas, Schottland u. einer T.KO-Niederlage gegen Marijan Beneš, Jugoslawien                                                                                 |
| 1973 | 1.    | 10. Armee-Meisterschaften der Armeen des Warschauer Paktes in Olmütz          | Halbwelter     | mit einem Punktsieg im Finale über Malew, Bulgarien |
| 1974 | 1.    | Chemie-Pokal in Halle (Saale)                                                 | Halbwelter     | mit einem Abbruch-Sieg i. d. 2. Runde über Ion Hodosan, Rumänien |
| 1974 | 1.    | Honved-Cup in Budapest                                                        | Halbwelter     | mit einem T.KO-Sieg i. d. 3. Runde über József Nagy, Ungarn |
| 1974 | 3.    | WM in Havanna                                                                 | Halbwelter     | mit Punktsiegen über Laszlo Juhasz, Ungarn, Suren Kazarjan, UdSSR u. Mario Rafael Ramos, Dominikanische Republik u. einer Punktniederlage gegen Ayube Kalule, Uganda                                                                                   |
| 1975 | 3.    | EM in Kattowitz                                                               | Halbwelter     | mit einem T.KO.Sieg i. d. 3. Runde über Wladimir Kolew, Bulgarien, einem Punktsieg über Paul Dobrescu, Rumänien u. einer Punktniederlage gegen Waleri Limasow, UdSSR                                                                                   |
| 1975 | 1.    | Dutch-Tulips-Turnier in Rotterdam                                             | Welter         | mit einem Punktsieg im Finale über Srboljub Stankovic, Jugoslawien |
| 1975 | 1.    | TSC-Turnier in Berlin                                                         | Halbwelter     | mit einem T.KO-Sieg i. d. 1. Runde über Jochen Bachfeld, DDR |
| 1976 | 1.    | Chemie-Pokal in Halle (Saale)                                                 | Halbwelter     | mit einem Abbruch-Sieg i. d. 2. Runde über Ion Hodosan, Rumänien |
| 1976 | 5.    | OS in Montreal                                                                | Halbwelter     | mit Punktsiegen über C.C. Machaiah, Indonesien, Jesus Navas, Venezuela (5:0) u. Francisco de Jesus, Brasilien (5:0) u. einer Punktniederlage gegen Sugar Ray Leonard, USA (0:5)                                                                        |
| 1977 | 2.    | EM in Halle (Saale)                                                           | Halbwelter     | mit einem Abbruch-Sieg i. d. 3. Runde über Joao Gato, Portugal, Punktsiegen über Waleri Grischkowets, UdSSR u. Memet Bogujevci, Jugoslawien (3:2) u. einer Punktniederlage gegen Bogdan Gajda, Polen (1:4)                                             |

## Länderkämpfe
| Jahr | Ort             | Begegnung                             | Gewichtsklasse | Kommentar                                             |
| ---- | --------------- | ------------------------------------- | -------------- | ----------------------------------------------------- |
| 1965 | Białystok       | Polen Junioren gegen DDR Junioren     | Feder          | Punktniederlage gegen Mieczyslaw Wojda                |
| 1965 | Płock           | Polen Junioren gegen DDR Junioren     | Feder          | Punktniederlage gegen Mieczyslaw Wojda                |
| 1967 | Potsdam         | DDR Junioren gegen Polen Junioren     | Halbwelter     | Abbruch-Sieger i. d. 2. Runde über Zygmunt Zakrzewski |
| 1968 | Berlin          | DDR Junioren gegen Bulgarien Junioren | Halbwelter     | T.KO-Sieger i. d. 3. Runde über Sawow                 |
| 1968 | Stettin         | Polen Junioren gegen DDR Junioren     | Halbwelter     | Abbruch-Sieger i. d. 3. Runde über Jerzy Dubisz       |
| 1970 | Pančevo         | Jugoslawien gegen DDR                 | Halbwelter     | Punktsieger über Ljubinko Veselinovic                 |
| 1970 | ?               | DDR gegen Bulgarien                   | Welter         | Punktsieger über Petar Stoichkow                      |
| 1971 | London          | England gegen DDR                     | Halbwelter     | Punktsieger über Terry Waller                         |
| 1971 | Bournemouth     | England gegen DDR                     | Halbwelter     | Sieger über ?                                         |
| 1973 | ?               | DDR gegen Frankreich                  | Halbwelter     | T.KO-Sieg i. d. 2. Runde über Alain Marion            |
| 1973 | Berlin          | DDR gegen Polen                       | Halbwelter     | Punktsieger über Ryszard Petek                        |
| 1973 | Dessau          | DDR gegen Polen                       | Halbwelter     | Punktsieger über Stanislaw Koslowski                  |
| 1974 | Bukarest        | Rumänien gegen DDR                    | Halbwelter     | Punktsieger über Calistrat Cuțov                      |
| 1974 | Galați          | Rumänien gegen DDR                    | Halbwelter     | Punktniederlage gegen Paul Dobrescu                   |
| 1974 | ?               | DDR gegen Frankreich                  | Halbwelter     | Punktsieger über Pascal Real Martin                   |
| 1975 | Lagos           | Nigeria gegen DDR                     | Halbwelter     | Disq.-Niederlage 3. Runde gegen Obisia Nwakpa         |
| 1975 | Accra           | Ghana gegen DDR                       | Halbwelter     | Punktsieger über Marbey                               |
| 1975 | Prag            | ČSSR gegen DDR                        | Halbwelter     | Abbruch-Sieger i. d. 3. Runde über Ivan Ondrej        |
| 1975 | Karl-Marx-Stadt | DDR gegen Polen                       | Halbwelter     | Punktsieger über Zygmunt Pacuszka (3:0)               |
| 1975 | Gera            | DDR gegen Polen                       | Halbwelter     | Abgruch-Sieger i. d. 3. Runde über Kazimierz Szczerba |
| 1975 | Sofia           | Bulgarien gegen DDR                   | Halbwelter     | Punktsieger über Wladimir Kolew                       |
| 1976 | Potsdam         | DDR gegen Bulgarien                   | Halbwelter     | Abbruch-Sieger i. d. 3. Runde über Nikos Janis        |

## DDR-Meisterschaften
| Jahr | Platz | Gewichtsklasse | Ergebnis                                                               |
| ---- | ----- | -------------- | ---------------------------------------------------------------------- |
| 1968 | 2.    | Halbwelter     | Niederlage im Finale gegen Peter Rieger, TSC Berlin                    |
| 1969 | 3.    | Halbwelter     | hinter Peter Tiepold, SC Dynamo Berlin u. Peter Rieger                 |
| 1970 | 2.    | Halbwelter     | Niederlage im Finale gegen Peter Tiepold                               |
| 1971 | 1.    | Halbwelter     | Sieger im Finale über Dieter Jakob, SG Wismut Gera                     |
| 1972 | 1.    | Halbwelter     | Sieger im Finale über Siegfried Vogelreuter, SC Leipzig                |
| 1973 | 1.    | Halbwelter     | Sieger im Finale über Rene Müller, TSC Berlin                          |
| 1974 | 1.    | Halbwelter     | Sieger im Finale über Rene Müller                                      |
| 1975 | 1.    | Halbwelter     | Sieger im Finale über Rene Müller                                      |
| 1976 | 1.    | Halbwelter     | Abbruch-Sieger i. d. 1. Runde über Volker Petzold, SC Traktor Schwerin |
| 1977 | 1.    | Halbwelter     | Abbruch-Sieger i. d. 2. Runde über Detlef Ludwig, SG Wismut Gera       |